# Station Staszów
Station Staszów is een spoorwegstation in de Poolse plaats Staszów.